# Gula owadów

Spód głowy ryjkowca z podpisaną gulą

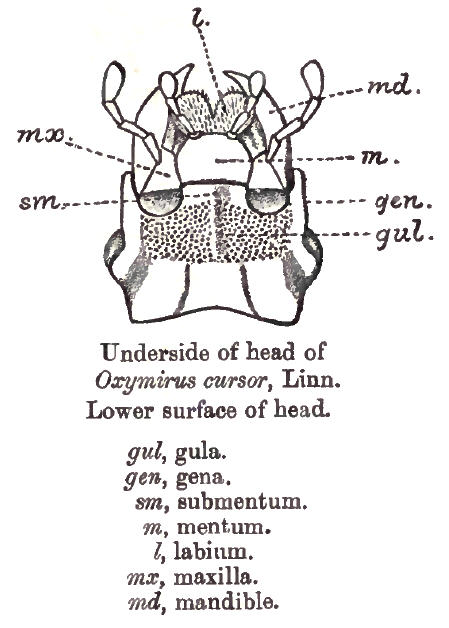
Spód głowy kózki z podpisaną gulą

Gula, płytka gardzielowa (łac. gula, l. mn. gulae) – skleryt na brzusznej stronie głowy niektórych owadów.
Gula położona jest w środkowej części brzusznej strony głowy i wchodzi w skład puszki głowowej.
Wśród pluskwiaków obecność guli jest charakterystyczną cechą podrzędu różnoskrzydłych. Występowanie tej płytki zwiększa ruchliwość kłujki.
Płytka ta często występuje u chrząszczy, zarówno larw jak i imagines. Ciągnie się ona od podbródka do tylnych jamek tentorialnych, sięgając tylnej krawędzi głowy. Po bokach odgraniczona jest od policzków szwami gularnymi. Gula może ulegać redukcji do całkowitego zaniku, a wówczas oba szwy zlewają się ze sobą, tworząc szew mediogularny. U niektórych larw po bokach guli leżą parzyste paragulae. U części chrząszczy wyróżnia się przednią część guli zwaną pregulą.
Wśród larw szeroką, w pełni rozwiniętą gulę mają Archostemata, Myxophaga i wiele chrząszczy wielożernych. Wśród larw kałużnicokształtnych takowa występuje u Hydraenidae oraz rodzajów Spercheus i Hydrochus.
Płytka gardzielowa występuje również u sieciarek i termitów.